# Lieder und Tänze des Todes
Lieder und Tänze des Todes ist ein Liederzyklus für Gesang und Klavier von Modest Mussorgski.
Die ersten drei Lieder des Zyklus entstanden im Jahre 1875. Das vierte Lied, „Der Feldherr“, kam 1877 dazu. Der Titel „Die Lieder und Tänze des Todes“ tauchte erst nach Mussorgskis Tod 1882 bei einer postumen Veröffentlichung auf. Mussorgski selbst spricht, in einem Brief an Dmitri Stassow, von seinen „Totentanzliedern“. Sein Versuch, 1877 die Lieder herauszugeben, missglückte. Ursprünglich war noch die Komposition weiterer Lieder geplant.
Der Text stammt von Arseni Golenischtschew-Kutusow (1848–1913), einem Dichter, mit dem Mussorgski eine Zeitlang befreundet war.
1962 instrumentierte Dmitri Schostakowitsch die Lieder für Bass und Orchester, in dieser Fassung wurden sie am 12. November 1962 in Gorki erstmals aufgeführt. 1984 orchestriert auch Kalevi Aho die Lieder.

## Die Lieder im Einzelnen

### Wiegenlied (Колыбельная)
Ein Kind liegt im Sterben. Während die Mutter über ihm wacht, pocht an der Türe der Tod. Verzweifelt wehrt sich die Mutter gegen den Tod, was ihr aber nicht gelingt. Der Tod singt sein tödliches Schlaflied.

### Ständchen (Серенада)
In einer wundervollen Frühlingsnacht liegt in einem Zimmer eine Kranke in hohem Fieber und findet keinen Schlaf. Sie lauscht dem Raunen und Rauschen der Bäume. Vor ihr Fenster tritt der Tod und bringt ihr ein Ständchen, in dem er sich als Ritter ausgibt, der sie aus dem Leben befreien und für sich allein besitzen will. Der Tod zieht sich danach zurück.

### Trepak (Трепак)
Ein betrunkenes Bäuerlein irrt durch eine öde, leere Landschaft; der Tod begleitet ihn und tanzt mit ihm einen kleinrussischen Tanz, den Trepak. Er ruft den Schneesturm und die Schneewolken herbei, dass sie dem Bauern eine Ruhestätte bereiten sollen. Zum Schluss singt er ihm ein Schlaflied, verspricht ihm einen süßen Schlaf und malt ihm ein trügerisches Bild vom Sommer.

### Der Feldherr (Полководец)
Es ist Krieg. Den ganzen Tag über währt die Schlacht, ohne ein Ende zu finden. Erst als die Nacht herniedersinkt, wird es still. Da taucht der Tod auf. Er kommt auf einem hohen, fahlen Ross dahergeritten und umzieht das Leichenfeld. Er, der wahre Feldherr und Held, besingt zum Schluss die Gefallenen, die als Leichen zu seiner Beute geworden sind.